# Bill Boyd
Bill Boyd, właśc. William Walter Boyd (ur. 27 stycznia 1906, zm. 21 listopada 1997) – amerykański pokerzysta.
Specjalizował się w grze Five card stud. W tej konkurencji wygrał wszystkie cztery bransoletki. Oprócz Doyle’a Brunsona był jedynym graczem, którzy wygrywał je w ciągu kolejnych lat.
Oprócz tego dzięki niemu rozwinęła się gra Omaha Hold’em. W 1983 przyszedł do niego Robert Turner, który był twórcą gry. Boyd był wtedy dyrektorem w kasynie Golden Nugget. Gra nieznana pod wcześniejszą nazwą została zatytułowana Nugget hold’em. Później zmieniono to na współczesną nazwę.
Boyd zmarł w Las Vegas 21 listopada 1997 w wieku 91 lat.

## Bransoletki WSOP[1]
| Rok  | Turniej                | Wygrana |
| ---- | ---------------------- | ------- |
| 1971 | Limit Five Card stud   | $10.000 |
| 1972 | $10.000 Five-Card Stud | $20.000 |
| 1973 | Limit 5 Card Stud      | $10.000 |
| 1974 | $5.000 5 Card Stud     | $40.000 |